# Temporada 2015–16 da PSL
A Premier Soccer League 2015-2016 ou ABSA Premiership foi a 19º edição da Premier Soccer League, principal competição de futebol da África do Sul. Com a participação de 16 clubes
Mamelodi Sundowns foi o campeão, e o vice Bidvest Wits F.C..

## Regulamento
- Turnos: O torneio teve a participação de 16 clubes que jogaram entre si em dois turnos ( turno e returno ), onde a vitória vale 3 pontos e o empate vale 1. O clube que somar maior número de pontos é declarado o campeão, sem precisar jogar partidas finais.

- Rebaixamento: Os dois últimos colocados foram automaticamente rebaixados para a Segunda Divisão da edição 2016-2017, sendo substituídos pelos dois melhores colocados da Segunda Divisão da edição 2015-2016.

## Equipes e estádios
| Time                   | Cidade           | Estádio                           | Capaciade |
| ---------------------- | ---------------- | --------------------------------- | --------- |
| Ajax Cape Town         | Cidade do Cabo   | Cape Town Stadium                 | 69 070    |
| BV Wits                | Johannesburg     | Bidvest Stadium                   | 15 000    |
| Bloemfontein Celtic    | Bloemfontein     | Free State Stadium                | 40 911    |
| Chippa United          | Port Elizabeth   | Nelson Mandela Bay Stadium        | 48 459    |
| Free State Stars       | Phuthaditjhaba   | Charles Mopeli Stadium            | 50 000    |
| Golden Arrows          | Durban           | Princess Magogo Stadium           | 12 000    |
| Jomo Cosmos            | Tembisa          | Makhulong Stadium                 | 20 000    |
| Kaizer Chiefs          | Johannesburg     | FNB Stadium (Soccer City)         | 94 736    |
| Mamelodi Sundowns      | Pretória         | Lucas Masterpieces Moripe Stadium | 23 900    |
| Maritzburg United      | Pietermaritzburg | Harry Gwala Stadium               | 22 000    |
| Mpumalanga Black Aces  | Nelspruit        | Mbombela Stadium                  | 43 589    |
| Orlando Pirates        | Johannesburg     | Orlando Stadium                   | 40 000    |
| Platinum Stars         | Phokeng          | Royal Bafokeng Stadium            | 44 530    |
| Polokwane City         | Polokwane        | Peter Mokaba Stadium              | 45 000    |
| SuperSport United      | Pretória         | Lucas Masterpieces Moripe Stadium | 23 900    |
| University of Pretoria | Pretória         | Tuks Stadium                      | 8 000     |

## Classificação Final
| #  | Equipa                     | J  | V  | E  | D  | GP | GC | SG  | Pts  | Classificação                               |
| -- | -------------------------- | -- | -- | -- | -- | -- | -- | --- | ---- | ------------------------------------------- |
| 1  | Mamelodi Sundowns (C)      | 30 | 22 | 5  | 3  | 55 | 20 | +35 | 71   | Qualificado para 2017 CAF Champions League  |
| 2  | Bidvest Wits               | 30 | 17 | 6  | 7  | 44 | 24 | +20 | 57   | Qualificado para 2017 CAF Champions League  |
| 3  | Platinum Stars             | 30 | 13 | 9  | 8  | 41 | 33 | +8  | 0471 | Qualificado para 2017 CAF Confederation Cup |
| 4  | Mpumalanga Black Aces      | 30 | 12 | 11 | 7  | 37 | 29 | +8  | 47   |                                             |
| 5  | Kaizer Chiefs              | 30 | 11 | 13 | 6  | 38 | 30 | +8  | 46   |                                             |
| 6  | Chippa United              | 30 | 13 | 6  | 11 | 42 | 39 | +3  | 45   |                                             |
| 7  | Orlando Pirates            | 30 | 11 | 8  | 11 | 38 | 30 | +8  | 41   |                                             |
| 8  | SuperSport United          | 30 | 10 | 10 | 10 | 36 | 38 | −2  | 40   | Qualificado para 2017 CAF Confederation Cup |
| 9  | Golden Arrows              | 30 | 11 | 7  | 12 | 28 | 35 | −7  | 40   |                                             |
| 10 | Ajax Cape Town             | 30 | 9  | 10 | 11 | 34 | 41 | −7  | 37   |                                             |
| 11 | Bloemfontein Celtic        | 30 | 8  | 12 | 10 | 30 | 26 | +4  | 36   |                                             |
| 12 | Free State Stars           | 30 | 9  | 8  | 13 | 28 | 37 | −9  | 35   |                                             |
| 13 | Polokwane City             | 30 | 7  | 10 | 13 | 31 | 44 | −13 | 31   |                                             |
| 14 | Maritzburg United          | 30 | 6  | 9  | 15 | 35 | 53 | −18 | 27   |                                             |
| 15 | University of Pretoria (R) | 30 | 6  | 7  | 17 | 25 | 42 | −17 | 25   | Qualificado para PSL Playoff Tournament     |
| 16 | Jomo Cosmos (R)            | 30 | 6  | 7  | 17 | 20 | 41 | −21 | 25   | Rebaixado para National First Division      |

Última atualização em 21 May 2016
Fonte: http://www.espnfc.com/south-african-premiership/2197/table
Regras para classificação: 1) points; 2) goal difference; 3) goals scored; 4) head-to-head points; 5) head-to-head goal difference; 6) head-to-head goals scored; 7) playoff.
(C) = Campeão; (R) = Rebaixado; (P) = Promovido; (O) = Vencedor do play-off; (A) = Classificado para a próxima fase. 
Somente aplicável se a temporada não tiver terminado: 
(Q) = Classificado para a fase do torneio indicada; (TQ) = Classificado para o torneio, mas não para a fase indicada; (DQ) = Desclassificado do torneio.

1 Platinum Stars perdeu um ponto  inelegivel jogador Siyabonga Zulu.
- SuperSport United qualificou para 2015-16 Nedbank Cup e CAF Confederation Cup.

## Artilharia
| Pos | Jogador           | Clube          | Gols |
| --- | ----------------- | -------------- | ---- |
| 1   | Collins Mbesuma   | Black Aces     | 14   |
| 2   | Thobani Mncwango  | Polokwane      | 13   |
| 2   | Prince Nxumalo    | Ajax           | 13   |
| 4   | Khama Billiat     | Mamelodi       | 12   |
| 5   | Jeremy Brockie    | SuperSport Utd | 11   |
| 6   | Leonardo Castro   | Mamelodi       | 10   |
| 6   | Ndumiso Mabena    | Platinum       | 10   |
| 8   | Evans Rusike      | Maritzburg Utd | 9    |
| 9   | Willard Katsande  | Kaizer Chiefs  | 7    |
| 9   | James Keene       | Wits           | 7    |
| 9   | Daine Klate       | Wits           | 7    |
| 9   | Mpho Makola       | Pirates        | 7    |
| 9   | Lerato Manzine    | Chippa Utd     | 7    |
| 9   | Sibusiso Vilakazi | Wits           | 7    |